# Влесінешть (комуна)
Влесінешть, Влесінешті (рум. Vlăsinești) — комуна у повіті Ботошані в Румунії. До складу комуни входять такі села (дані про населення за 2002 рік):
- Влесінешть (1772 особи)
- Мірон-Костін (468 осіб)
- Сирбі (1148 осіб)

Комуна розташована на відстані 393 км на північ від Бухареста, 26 км на північний схід від Ботошань, 101 км на північний захід від Ясс.

## Населення
За даними перепису населення 2002 року у комуні проживали 3388 осіб, усі — румуни. Усі жителі комуни рідною мовою назвали румунську.
Склад населення комуни за віросповіданням:
| Релігія                                       | Кількість осіб | Відсоток |
| --------------------------------------------- | -------------- | -------- |
| православні                                   | 3371           | 99,5%    |
| п'ятдесятники                                 | 13             | 0,4%     |
| баптисти                                      | 1              | < 0,1%   |
| лютерани (Синодально-пресвітеріанська церква) | 1              | < 0,1%   |